# テトラフェニレン
テトラフェニレン（Tetraphenylene）は、常温では固体の有機化合物で化学式は
C24H16である。多環芳香族炭化水素化合物の一つである。